# Херкогамија
Херкогамија (од грч. herko=ограда грч. gamos=брак) означава значајно просторно раздвајање експресије пола (полних функција) код хермафродитних организама. Појам херкогамија први је употребио Аксел (Axell, 1896). Често је присутна код цветова скривеносеменица у виду различите дужине прашника и тучка. 
Постоји неколико облика херкогамије:
1. херкогамија прилаза, када је жиг тучка изнад нивоа прашника и опрашивач који прилази цвету је најпре у контакту са жигом;
2. реверзна херкогамија, када је опрашивач најпре у контакту са прашницима — претпоставља се да овај облик херкогамије олакшава да се већа количина полена изнесе из цвета;
3. хетеростилија, која подразумева постојање различите „архитектуре" цветова на биљкама исте врсте, тј. и цветова са дужим прашницима од тучка, и цветова са краћим прашницима од тучка (дистилија).